# キサゴ
キサゴ  Umbonium costatum は、殻高が低くやや平べったい直径約3cm以下の巻貝で潮間帯下の砂底に棲む。ニシキウズガイ科  Trochidaeに分類される。

## 形態
貝殻
貝殻は、殻高が低くやや平べったい直径約3cm以下の低円錐形の巻貝。キサゴ亜科に含まれる他の属の貝では底面に臍が開いている種族が多いが、キサゴ属の貝殻は底面に滑層が平たく広がり閉じていて砂に潜りやすくなっている。蓋は角質で丸くて薄い。
軟体
陸生のカタツムリのように伸びた柄の先に眼がある。二枚貝のように海水中の懸濁物を餌としてこしとるために、吸水管と排水管を持ち、海水を取り込むための頸葉が発達する。 ニシキウズガイ科の特徴として、足（吸盤）の両サイドに上足触角が並び、左右一対の腎臓・心房・鰓下腺を持ち、腸が心室を貫通する。生殖器は持たず、生殖輸管が右の腎臓に開口する。一方で、櫛鰓や嗅検器は一対ではなく体の左側のみで、新生腹足類への移行的な構造も持つ。

## 生態
潮間帯下の砂底のダンベイキサゴよりもやや深いところに生息し、海水をろ過して食餌する。他の原始腹足類と同様に、雌雄の別はあるが交尾はせず、放卵・放精する。幼生の浮遊期間は長くなく、分布域は日本近海に限られている。1年で成熟し、最長8年まで生きる。

## 分布
北海道南部から九州、朝鮮半島にかけて分布する。

## 分類
ニシキウズガイ科  Trochidaeに分類される。近縁の種ではダンベイキサゴ Umbonium giganteumは本種よりも浅い砂底に棲み、本種よりも大きく育つ。イボキサゴ Umbonium moniliferumは本種よりも浅い内湾に棲み小型。本種も含めたこれらキサゴ類は、日本沿岸特有の種で、Suchium スウチキサゴ亜属に分類されたこともある。

## 化石
日本各地でキサゴ類の化石が見つかっているが、Umbonium costatumの化石は約150万年前の更新世の地層に見られ、化石が生息していた環境は、内湾の浅海であることが分かる。本種の祖先は約400万年前の鮮新世のUmbonium obsoletumであると考えられ、進化の過程でより低温の海水に耐えられるようになり、暖海から比較的高緯度へ、外洋に面した海岸から内湾へと生息域を広げていった。

## 人との関係
江戸時代後期の武蔵石壽による目八譜に「喜佐古」が図示されている。食用になる。「きしゃご」（細螺）とも呼ばれ、昭和時代まで貝殻はおはじきとして遊ばれていた。

## 類似の種
- イボキサゴ Umbonium moniliferum 東北地方から九州に分布[2]。
- ダンベイキサゴ Umbonium giganteum 北海道南部以南の日本と朝鮮半島 [2]。
- サラサキサゴ Umbonium vestiarium: 台湾以南のインド洋-西太平洋[11]。